# Obiedne
Obiedne – obowiązek (czynsz) chłopa wobec pana w XIV wieku. 
Chłopi składali się dwa razy do roku na tzw. obiedne, które "...polegało na obowiązku utrzymania feudała, kiedy zjeżdżał do wsi na sądy, tzw. roki gajone, które odbywały się zwykle trzy razy do roku". Raz w roku "obiedne" spoczywało na sołtysie.